# Tue Rechnung! Donnerwort
Tue Rechnung! Donnerwort (BWV 168) ist eine Kirchen-Kantate von Johann Sebastian Bach. Er komponierte die Kantate 1725 in Leipzig für den 9. Sonntag nach Trinitatis und führte sie am 29. Juli 1725 erstmals auf.

## Geschichte und Worte
Bach komponierte die Kantate 1725 in Leipzig für den 9. Sonntag nach Trinitatis als die erste Kantate in seinem dritten Kantatenzyklus. Die vorgeschriebenen Lesungen für den Sonntag waren 1 Kor 10,6–13 , die Warnung vor falschen Propheten, und Lk 16,1–9 , das Gleichnis vom ungerechten Diener.
Der Text wurde von Salomon Franck bereits 1715 in Weimar in Evangelisches Andachts-Opffer veröffentlicht. Bach konnte ihn damals wegen der Trauer um Johann Ernst III. nicht vertonen. Der Text ist eng an das Evangelium angelehnt, beginnend mit der Umdichtung von Vers 2 in der eröffnenden Arie. Franck benutzt ausdrücklich monetäre Begriffe für die Schuld, wie „Kapital und Interessen“. Die Kantate endet mit der achten Strophe von Bartholomäus Ringwaldts Choral Herr Jesu Christ, du höchstes Gut (1588). Bach hatte den Choral bereits im Vorjahr für den 11. Sonntag nach Trinitatis als Choralkantate behandelt, Herr Jesu Christ, du höchstes Gut, BWV 113.

## Besetzung und Aufbau
Wie andere Kantaten Bachs auf Texte von Franck ist das Werk kammermusikalisch besetzt mit vier Vokalsolisten (Sopran, Alt, Tenor und Bass), vierstimmigem Chor (nur im Choral), zwei Oboe d’amore, zwei Violinen, Viola und Basso continuo.
1. Aria (Bass): Tue Rechnung! Donnerwort
2. Recitativo (Tenor): Es ist nur fremdes Gut
3. Aria (Tenor): Kapital und Interessen
4. Recitativo (Bass): Jedoch, erschrocknes Herz, leb und verzage nicht
5. Aria (Sopran, Alt): Herz, zerreiß des Mammons Kette
6. Chorale: Stärk mich mit deinem Freudengeist

## Einspielungen
LP / CD
- Die Bach-Kantate Vol. 45. Helmuth Rilling, Gächinger Kantorei, Bach-Collegium Stuttgart, Nancy Burns, Verena Gohl, Theo Altmeyer, Siegmund Nimsgern. Hänssler, 1970.
- J. S. Bach: Das Kantatenwerk, Vol. 9. Nikolaus Harnoncourt, Tölzer Knabenchor, Concentus musicus, Solisten des Tölzer Knabenchors, Kurt Equiluz, Robert Holl. Teldec, 1987.
- Bach Edition Vol. 9 – Cantatas Vol. 3. Pieter Jan Leusink, Holland Boys Choir, Netherlands Bach Collegium, Ruth Holton, Sytse Buwalda, Knut Schoch, Bas Ramselaar. Brilliant Classics, 1999.
- J. S. Bach – Trinity Cantatas I. John Eliot Gardiner, Monteverdi Choir, English Baroque Soloists, Katharine Fuge, Daniel Taylor, James Gilchrist, Peter Harvey. Soli Deo Gloria, 2000.
- J. S. Bach: Complete Cantatas, Vol. 15. Ton Koopman, Amsterdam Baroque Orchestra & Choir, Johannette Zomer, Bogna Bartosz, Christoph Prégardien, Klaus Mertens. Antoine Marchand, 2002.
- J. S. Bach: Cantatas Vol. 40 – Cantatas from Leipzig 1724. Masaaki Suzuki, Bach Collegium Japan, Yukari Nonoshita, Robin Blaze, Makoto Sakurada, Peter Kooij. BIS, 2007.

DVD
- Tue Rechnung, Donnerwort. Kantate BWV 168. Rudolf Lutz, Chor und Orchester der J. S. Bach-Stiftung, Noëmi Sohn, Antonia Frey, Johannes Kaleschke, Peter Harvey. Samt Einführungsworkshop sowie Reflexion von Martin Janssen. Gallus Media, 2014.